# Каирбеков, Гафу
Гафу Каирбеков (также Кайырбеков, каз. Ғафу Қайырбеков; 15 августа 1928, пос. Тургай, Кустанайский округ, КазССР, СССР — 3 ноября 1994, Алма-Ата, Казахстан) — советский и казахстанский поэт, народный писатель Казахстана (1992). Отец Бахыта Каирбекова.

## Биография
Родился 15 августа 1928 года в посёлке Тургай (по другим данным, в местечке Шубалан) Кустанайского округа КазССР (ныне Костанайская область Казахстана). Происходит из рода айдарке племени аргын.
В 1952 году окончил Казахский педагогический институт им. Абая (ныне КазНПУ им. Абая). В 1952—1968 годах руководитель редакции поэзии в Казахском государственном издательстве, заместитель главного редактора газеты «Казах адебиети» (каз. Қазақ әдебиеті), заведующий редакцией поэзии в издательстве «Жазушы». В 1968—1973 годах руководитель секции поэзии в Союзе писателей КазССР. В 1973—1989 годах заместитель редактора журнала «Жулдыз».
Умер в 1994 году.

## Творчество
В 1941 году, в возрасте 13 лет, опубликовал первое стихотворение «Ана куаты» («Материнская сила»). Первый сборник стихов «Ровесники» вышел в 1954 году. Изданы поэтические сборники: «Горы говорят» (1960), «Мелодии Арала» (1961), «Подземные звезды» (1965), «Золотая колыбель» (1969), «Мелодии Сарыарки» (1972), «Крылатые годы» (1973), «Перевалы впереди» (1977). В своих произведениях Каирбеков воспевает героический труд современников, патриотизм, дружбу народов. В 1978 году выпущено 2-томное издание избранных стихотворений и поэм под названием «Беласар». Особое место в творчестве Каирбекова занимает историческая тематика; так, поэма «Степной колокол» (1956) посвящена И. Алтынсарину.
Перевёл на казахский язык произведения Дж. Г. Байрона, А. С. Пушкина, М. Ю. Лермонтова, Н. А. Некрасова, Т. Г. Шевченко, Л. Н. Толстого и др.

## Семья
Жена — Бадеш Хамзина, сын Бахыт Каирбеков, дочь Алима Каирбекова, дочь Гафура Каирбекова.

## Признание и награды
- За книгу «Звёздные судьбы» удостоен Государственной премии КазССР (1980).
- Награждён орденом Дружбы народов и медалями («За трудовую доблесть» и «За трудовое отличие» — 3 января 1959 года)[5].
- В 2001 году школе-гимназии № 2 в Астане присвоено имя Гафу Каирбекова[6].